# Legio XXI Rapax
Die Legio XXI Rapax (21. Legion, die Räuberische oder Reißende) war eine Legion der römischen Armee. Ihr Zeichen war der Capricornus (Steinbock).

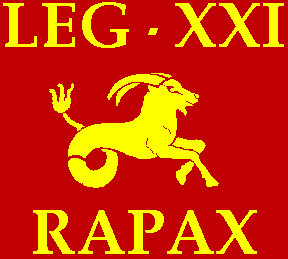
Signum der Legio XXI Rapax

## Geschichte der Legion
Die Legio XXI Rapax wurde möglicherweise bereits in den Jahren 41/40 v. Chr., wahrscheinlich aber nach dem Jahr 31 v. Chr. von Octavian (dem späteren Kaiser Augustus) aus älteren Einheiten und norditalischen Rekruten aufgestellt. Möglicherweise wurde die XXI. zuerst im Kantabrischen Krieg in Spanien (Hispania Tarraconensis) eingesetzt.

### Raetia
Drusus besetzte im Jahr 15 v. Chr. Raetia und setzte die Legionen XXI Rapax und XIII Gemina als Besatzungstruppen ein. Im Jahr 6 rüstete Tiberius gegen Marbod, den König der Markomannen. Es wurden insgesamt zwölf Legionen mit Hilfstruppen aufgestellt, was die Hälfte des gesamten Militärpotentials der Römer zu der Zeit darstellte. Kurz nach Beginn des Feldzugs im Frühjahr des Jahres 6 brach Tiberius ihn wieder ab und schloss einen Freundschaftsvertrag mit Marbod, als er die Nachricht vom Pannonischen Aufstand erhielt. Von 6 bis 9 n. Chr. warf Tiberius mit größten Anstrengungen, unter Aufbietung einer Armee von 15 Legionen, den Aufstand in Pannonien und Illyrien nieder, an dessen Niederwerfung die Legion ebenfalls beteiligt war.

### Xanten
Nach dem Verlust der drei Legionen XVII, XVIII und XIX in der Varusschlacht wurde die Legio XXI als Ersatz nach Niedergermanien geschickt und zusammen mit der Legio V Alaudae im Doppellegionslager Vetera (nahe dem heutigen Xanten) stationiert.
Im Jahre 14 n. Chr. nahm sie im Sommerlager in finibus Ubiorum („im Gebiet der Ubier“) an der Meuterei nach dem Tod des Augustus, in deren Verlauf die Legionen Germanicus zum Kaiser ausrufen wollten, teil. Das Lager C in Novaesium wird als das Sommerlager des Jahres 14 n. Chr. angesehen, von dem Tacitus in den Annalen berichtet. Demnach wären hier die Legio I Germanica (aus Köln), die Legio V Alaudae (aus Vetera/Xanten), die Legio XX Valeria Victrix (aus Köln) und die Legio XXI Rapax (aus Xanten) vorübergehend in Neuss zusammengezogen worden. Die Legionen I Germanica, V Alaudae, XX Valeria Victrix und XXI Rapax nahmen an den Germanicus-Feldzügen im rechtsrheinischen Germanien in den Jahren 14 – 16 n. Chr. teil und gehörten zur Heeresgruppe des Aulus Caecina Severus. Die Legionen erlitten 15 n. Chr. in der Schlacht an den Pontes longi hohe Verluste.
Die Lebensmittelversorgung, die Steuerbelastungen sowie die Arroganz und Grausamkeit der römischen Statthalter sorgten im Jahre 21 in Gallien für Unruhen, die zum Aufstand des Haeduers Iulius Sacrovir und des Treverers Iulius Florus führten. Eine Vexillation aus Legionären der XXI Rapax und XX Valeria Victrix, unter dem Befehl eines Offiziers der Legio I Germanica, kämpfte gegen die Turonen, die sich dem Aufstand angeschlossen hatten.
Um das Jahr 40 war die Legio XXI Rapax am Germanienfeldzug Caligulas beteiligt.

### Windisch

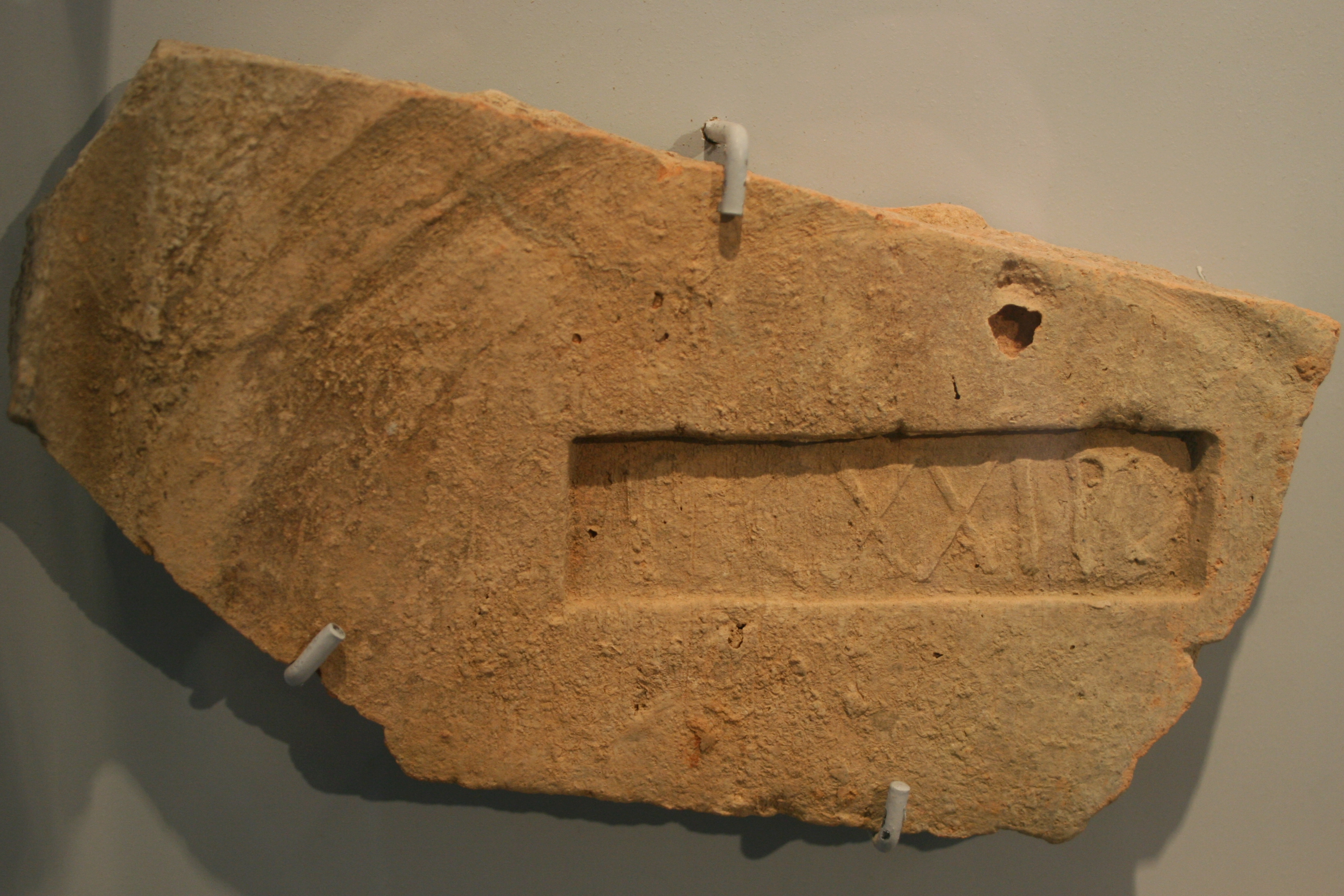
Ziegelstempel der Legio XXI Rapax aus Rheinzabern im dortigen Terra-Sigillata-Museum

Nach der Eroberung Britanniens im Jahr 43 wurde die römische Armee von Claudius neu gruppiert. Die Legio XXI wurde in Vetera durch die Legio XV Primigenia abgelöst und um 45/46 nach Vindonissa (Windisch) verlegt, wo sie die Legio XIII Gemina ablöste. Eine Vexillation wurde möglicherweise in Hochstetten stationiert. Im Jahr 47 n. Chr. wurde Vindonissa von der XXI. unter ihrem Legaten Marcus Licinius Senecio von einem Holz-Erde-Lager zu einem gemauerten Castrum aus Bruchsteinen und Ziegeln umgebaut. In den Brennöfen bei Rupperswil wurden nicht nur die benötigten Ziegel, sondern auch Keramik gebrannt.
Im Frühjahr 68 erhob sich Gaius Iulius Vindex, Statthalter der Provinz Gallia Lugdunensis, gegen Kaiser Nero. Ihm schlossen sich mehrere gallische Stämme an. Lucius Verginius Rufus, der Legat der Provinz Obergermanien schlug mit den Legionen IIII Macedonica, XXI Rapax und XXII Primigenia den Vindex-Aufstand in der Schlacht bei Vesontio (Besançon) nieder.
Den Helvetieraufstand der Jahre 68/69 n. Chr. begann mit einem bewaffneten Zusammenstoss zwischen helvetischen Gruppen und der Legio XXI Rapax. Als Reaktion ließ der römische Feldherr Aulus Caecina Alienus, der gerade mit dem obergermanischen Heer nach Helvetien gelangt war, hart durchgreifen. Die helvetischen Siedlungen im Aargau wurden geplündert und zerstört. Da die Helvetier Widerstand leisteten, wurden Tausende von ihnen umgebracht oder unter Kriegsrecht als Sklaven verkauft. Schließlich besetzten die römischen Truppen die Stadt Aventicum, die zum Hauptort der helvetischen civitas geworden war, womit der Aufstand endete.
Im Bürgerkrieg des Jahres 69 (Vierkaiserjahr) war die Legion Teil der Streitmacht des Vitellius. In der Ersten Schlacht von Bedriacum siegte Vitellius gegen Kaiser Otho, doch verlor die XXI Rapax ihren Legionsadler im Kampf gegen die Legio I Adiutrix. In der Zweiten Schlacht von Bedriacum wurde Vitellius von Vespasian entscheidend geschlagen. Von Vespasian wurde die Legion 69/70 zur Niederschlagung des Bataveraufstandes eingesetzt.

### Bonn
Nach dem Ende des Bataveraufstandes wurde die Legion im Jahr 70 in Vindonissa von der Legio XI Claudia abgelöst und nach Bonna (Bonn) verlegt. Hier ersetzte die Legion die im Bataveraufstand zerstörte Holz-Erde-Befestigung in neunjähriger Bauzeit durch ein steinernes Legionslager. Die Steine für diese Bauarbeiten kamen unter anderem aus Norroy in der Provinz Belgica (Nordostfrankreich).

### Mainz
Im Jahr 83 wurde die Legio XXI Rapax von der Legio I Minervia abgelöst und nach Mainz-Weisenau in Germania superior verlegt. Zwischen 83 n. Chr. und 85 n. Chr. kämpfte die Legio XXI Rapax mit acht weiteren Legionen bzw. Vexillationen unter Kaiser Domitian in den sogenannten Chattenkriegen gegen die germanischen Chatten, die im Vorland von Mogontiacum im Taunus und im Gießener Becken lebten. Dabei gelang den Römern die Unterwerfung des Gebietes der Wetterau, was ein Bestandteil der Germanienpolitik Domitians (Neuordnung der Grenze) war. In der Folge entstanden die Grenzbefestigungen des Taunus- und Wetteraulimes. In Aquae Mattiacorum (Wiesbaden) bauten die Legionen I Adiutrix, XIIII Gemina, XXI Rapax und XXII Primigenia in flavischer Zeit die Thermen aus.
Im Jahr 86 löste die XXI. die nach Pannonien abkommandierte Legio I Adiutrix in Mogontiacum (Mainz) ab. Gemeinsam mit der ebenfalls in Mogontiacum stationierten Legio XIIII Gemina folgte sie im Jahr 89 dem fehlgeschlagenen Aufstand des Statthalters der Provinz Germania superior Lucius Antonius Saturninus gegen Domitian (81–96). Doch der Aufstand wurde schon nach 42 Tagen von den Truppen des Statthalters der Provinz Germania inferior, Aulus Bucius Lappius Maximus, niedergeschlagen, noch bevor Domitian mit starken Verbänden, darunter den Prätorianern, nach Norden gezogen war. Maximus verbrannte Saturninus’ Briefe, um zu verhindern, dass andere hineingezogen würden. Domitian ließ der Niederschlagung der Revolte trotzdem die Hinrichtungen der meisten Offiziere folgen. Angeblich hatten Saturninus, der sein Leben verlor, Germanen zu Hilfe kommen wollen, die aber den aufgetauten Rhein nicht überschreiten konnten. Die Auseinandersetzungen im Zusammenhang mit dem Putsch des Saturninus 89 n. Chr. gegen Domitian werden gelegentlich als Zweiter Chattenkrieg Domitians bezeichnet.

### Ende der Legion
Über das Ende der Legion sind keine Angaben überliefert, so dass verschiedene „Endszenarien“ entworfen wurden.
Eine der Theorien beruht darauf, dass Sueton in seiner Biographie des Domitian berichtet, eine Legion – deren Name nicht genannt wird – sei mit ihrem Befehlshaber von den Sarmaten vernichtet worden. Daher wurde vermutet, dass nach der Beruhigung der Lage am Rhein beide „Mainzer“ Legionen in den Donauraum verlegt wurden. Die Legio XXI Rapax sei wohl im pannonischen Legionslager Brigetio stationiert worden und dort im Jahr 92 durch Markomannen, Quaden und die sarmatischen Jazygen vernichtet worden. Diese Stämme hatten sich gleichfalls im Jahr 89 während der dakischen Einfälle in Mösien gegen ihre Bündnispflichten gewehrt und waren nun zum Gegner Roms geworden. Diese Rekonstruktion wurde von Emil Ritterling vorgeschlagen und herrscht bis heute vor; für eine Anwesenheit der Legio XXI Rapax im Donauraum oder gar speziell in Brigetio oder für ihre Existenz nach dem Jahr 89 gibt es jedoch keine Belege. Zudem enden auch die Belege für die Existenz der Legio V Alaudae in dieser Phase, sodass es sich bei der von den Sarmaten geschlagenen Truppe auch um diese Legion gehandelt haben könnte.
Anders als Ritterling vertrat etwa George L. Cheesman die Ansicht, die Legion habe erst zwischen 98 und 106 an einem unbekannten Ort ihr Ende gefunden. Andere Verfasser gehen wiederum davon aus, dass die Legio XXI Rapax direkt nach dem fehlgeschlagenen Saturninusaufstand aufgelöst wurde. In Mogontiacum wurde anschließend die Legio XXII Primigenia stationiert.

## Rezeption

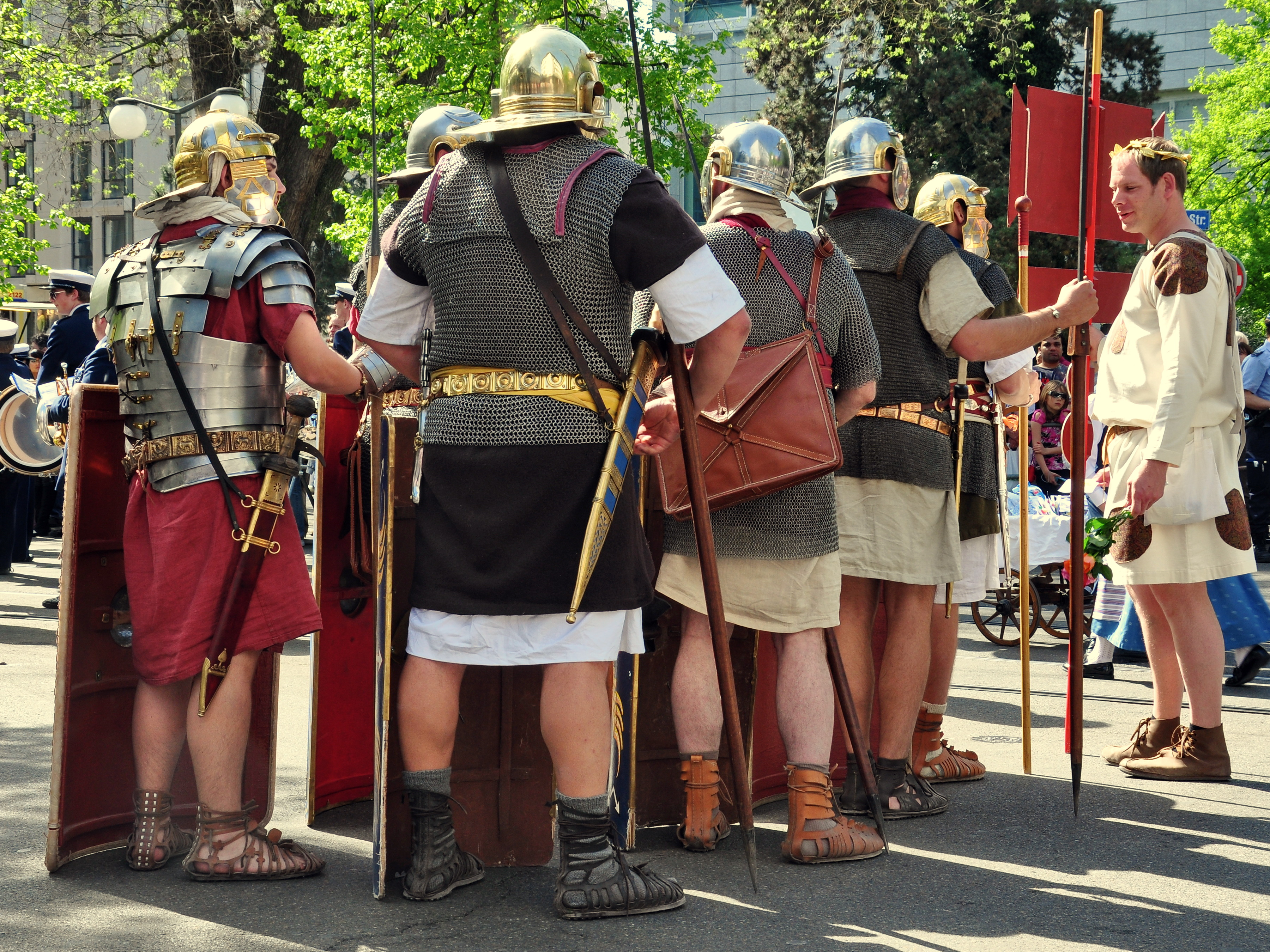
Angehörige der Reenactment Gruppe „Legio XXI Rapax“ in Zürich, 2011

1985 diente die Legio XXI Rapax als Hintergrund für eines der bekanntesten archäologischen Experimente im deutschen Raum, als Marcus Junkelmann anlässlich der 2000-Jahr-Feier von Augsburg zusammen mit acht Leuten in der Ausrüstung dieser Legion die Wegstrecke des Feldzuges im Jahre 15 n. Chr. nachvollzog.

## Marcus Licinius Verecundus
M. Licinius Verecundus war Legionär der Legio XXI Rapax und errichtete wegen eines Gelübdes einen Weihestein im südfranzösischen Glanum nahe Saint-Rémy-de-Provence. Der Stein ist dem Gott Glanis, der Glannicae, und der Fortuna Redux, einer Göttin, geweiht. Letztere steht für die glückliche Rückkehr aus fernen Regionen. Die Inschrift lautet: Glani et Glanica/bus et Fortunae / Reduci M(arcus) Licinius / Claud(ia) Verecundu[s] / vet(eranus) leg(ionis) XXI Rapacis / v(otum) s(olvit) l(ibens) m(erito) („An den Gott Glanis und die Glanicae und an Fortuna Redux, Marcus Licinius Verecundus aus der Gens Claudia, Veteran der XXI Legion Rapax. Er hat sein Gelübde mit Dankbarkeit und gutem Glauben vollbracht.“).